# Leptopodomorpha
Los letopodomorfos (Leptopodomorpha) son un infraorden de insectos en el orden de Hemiptera.

## Familias
- Saldidae
- Leptopodidae
- Omaniidae
- Aepophilidae